# خرس کوکائینی
خرس کوکائینی (به انگلیسی: Cocaine Bear) فیلم کمدی ترسناک آمریکایی به کارگردانی و تهیه‌کنندگی الیزابت بنکس براساس فیلمنامه‌ای به قلم جیمی واردن است. این فیلم کاملاً از داستان واقعی «خرس کوکائینی» الهام گرفته شده‌است، یک خرس سیاه آمریکایی که میلیون‌ها دلار کوکائین گمشده را در سال ۱۹۸۵ بلعید. در این فیلم گروه بازیگران شامل کری راسل، اوشی جکسون جونیور، آلدن ارنرایک، ایسایا ویتلک جونیور، مارگو مارتیندال، ری لیوتا در کنار دیگران ایفای نقش می‌کنند. این فیلم یکی از آخرین آثاری بود که لیوتا پیش از مرگ، بازی در آن را به پایان رسانده بود، این بازیگر در ۲۶ مه ۲۰۲۲ درگذشت و فیلم به یاد او تقدیم شد.
خرس کوکائینی در ۲۴ فوریه ۲۰۲۳ توسط یونیورسال پیکچرز در ایالات متحده منتشر شد. این فیلم نقدهای متفاوتی از سوی منتقدان دریافت کرد و در سراسر جهان بیش از ۸۷ میلیون دلار فروش داشت.

## داستان
این فیلم دربارهٔ یک خرس سیاه آمریکایی است که بر اثر اشتباه یک قاچاقچی مواد مخدر با نام اندرو تورنتون مقدار زیادی کوکائین (به ارزش ۱۴ میلیون دلار) را می‌بلعد و منجر به مرگ وی می‌شود. لاشه این خرس در نهایت تاکسیدرمی شده و در تفرجگاه ایالات کنتاکی در معرض نمایش قرار گرفته است.

## بازیگران
- کری راسل در نقش ساری
- اوشی جکسون جونیور در نقش داوید
- آلدن ارنرایک در نقش ادی
- کریستین کانوری در نقش هنری
- بروکلین پرینس در نقش دی دی
- ایسایا ویتلک جونیور در نقش باب
- مارگو مارتیندال در نقش رنجر لیز
- ری لیوتا در نقش سید
- جسی فرگوسن در نقش پیتر
- آرون هالیدی در نقش استاچ
- جی. بی مور در نقش وست
- لئو هانا در نقش پونی‌تیل
- کریستوفر هیویو در نقش اولاف کریستوفر
- هانا هوکسترا در نقش السا
- آیولا اسمارت در نقش افسر ربا
- کایون کیم در نقش بث
- اسکات سایس در نقش تام
- متیو رایس در نقش اندرو سی. تورنتون دوم

## تولید
تصویربرداری اصلی در ۲۰ اوت ۲۰۲۱ در ویکلو، ایرلند آغاز شد. در ۱۷ اکتبر ۲۰۲۱، بنکس اعلام کرد که فیلمبرداری به پایان رسیده‌است.

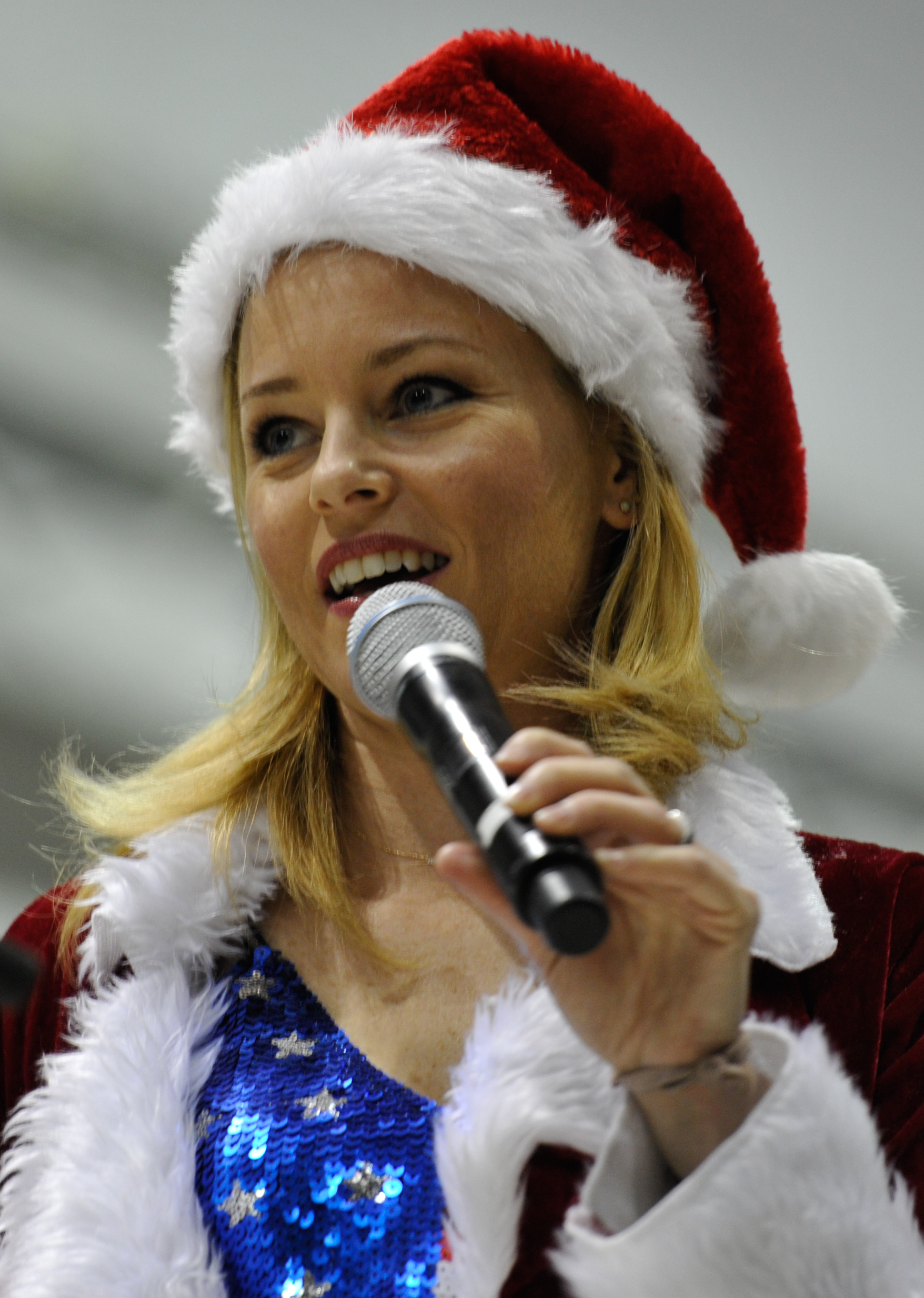
تصویر الیزابت بنکس کارگردان و تهیه‌کننده فیلم

## بازخورد
در وبگاه جمع‌آوری نقد راتن تومیتوز، ٪۷۱ از ۲۱۴ بررسی منتقدان مثبت است و میانگینِ امتیاز آن ۶٫۲/۱۰ است. اجماع این وبگاه چنین می‌نویسد: «علیرغم طرح داستانی نیمه‌کاره و نقش‌آفرینی‌های ناهموار، با اینحال این خرس کوکائینی خزدار و پرشور موفق می‌شود علاقه‌مندان به فیلم‌های درجهٔ «ب» را به خود جذب کند.» این فیلم در متاکریتیک که از میانگین وزنی استفاده می‌کند، بر اساس نظر ۵۶ منتقدین امتیاز ۵۴ از ۱۰۰ را کسب کرده که نشان‌گر «نقدهای مختلط یا متوسط» است.